# Alajos Bruckner
Alajos Sebestyén József Antal Bruckner (Budapest, 8 luglio 1889 – Budapest, 22 dicembre 1946) è stato un nuotatore ungherese.
Partecipò alle gare di nuoto dei Olimpiadi estive di Atene del 1906, gareggiando solo nella gara dei 400 m stile libero, arrivando quarto in finale.